# Zeszyty Prasoznawcze
Zeszyty Prasoznawcze - kwartalnik Ośrodka Badań Prasoznawczych UJ, jako kontynuacja Biuletynu Prasoznawczego (1957) oraz Prasy Współczesnej i Dawnej (1958-1959) Zeszyty są najstarszym polskim czasopismem naukowym poświęconym społecznym, psychologicznym, politycznym, językoznawczym, prawnym, ekonomicznym, technologicznym, organizacyjnym i zawodowym aspektom mediów i komunikacji społecznej, a w szczególności: dziennikarstwa, prasy drukowanej, radia, telewizji i Internetu. W latach 1960–1990 Zeszyty ukazywały się jako periodyk krakowskiego Ośrodka Badań Prasoznawczych RSW "Prasa" (od 1973 RSW "Prasa-Książka-Ruch"). W 1990 r. przejęte wraz z Ośrodkiem Badań Prasoznawczych przez Skarb Państwa z przeznaczeniem na rzecz Uniwersytetu Jagiellońskiego. Od 1991 ukazuje się jako kwartalnik Ośrodka Badań Prasoznawczych UJ, będącego w latach 1991-1998 katedrą Instytutu Nauk Politycznych, a od 1999 Instytutu Dziennikarstwa i Komunikacji Społecznej Uniwersytetu Jagiellońskiego.
Redaktorami naczelnymi byli kolejno: Irena Tetelowska (do 1967, formalnie przewodnicząca kolegium redakcyjnego), Paweł Dubiel (1968-1990), Walery Pisarek (1991-2012). Na profil pisma istotny wpływ wywarli jego wieloletni sekretarze redakcji: Jan Kalkowski (1960-1967), Józef Kozak (1978-2001) i Agnieszka Cieślikowa (2002-2012) oraz wieloletni członkowie komitetu redakcyjnego: Franciszek Adamski, Zbigniew Bajka, Jerzy Bralczyk, Sylwester Dziki, Ignacy Fiut, Bolesław Garlicki, Tomasz Goban-Klas, Bogusław S. Kunda, Władysław Masłowski, Julian Maślanka, Jerzy Mikułowski-Pomorski, Paweł Płaneta, Henryk Siwek. Po rezygnacji Walerego Pisarka, od połowy 2012 do 2018 roku redaktorem naczelnym był Wojciech Kajtoch, a w skład kolegium redakcyjnego wchodzili: Agnieszka Cieślikowa (zastępca redaktora naczelnego), Ryszard Filas (sekretarz redakcji) oraz Paweł Płaneta i Władysław Marek Kolasa. Redaktorem naczelnym jest Magdalena Hodalska.
W Zeszytach Prasoznawczych publikowali m.in. Władysław Bartoszewski, Tadeusz Bednarski, Wiesław Bieńkowski, Michael Bishop, Rudolf Borecki, Maria Borucka-Arctowa, Stefan Bratkowski, Józef Buszko, Kazimierz Budzyk, Władysław Cybulski, Tadeusz Cyprian, Izabela Dobosz, Lucjan Dobroszycki, Krzysztof Dunin-Wąsowicz, Józef Dużyk, Ryszard Dyoniziak, Aleksandra Garlicka, Wojciech Giełżyński, Zygmunt Gostkowski, Renata Grzegorczykowa, Konstanty Grzybowski, James D. Halloran, Roman Ingarden, Mieczysław Ingot, Jacek Wódz, Mieczysław Kafel, Krzysztof Kąkolewski, Zenon Klemensiewicz, Andrzej Kopff, Tadeusz Kupis, Władysław Kwaśniewicz, Jerzy Łojek, Janusz Maciaszek, Jacek Maziarski, Hamid Mowlana, Zbigniew Nęcki, Jerzy Olędzki, Krzysztof Pałecki, Adam Podgórecki, Adam Przyboś, Jerzy Putrament, Mieczysław F. Rakowski, Karl Erik Rosengren, Wojciech Ryszard Rzepka, Jan Szczepański, Włodzimierz Szewczuk, Piotr Sztompka, Jerzy Toeplitz, Jan Trzynadlowski, Marian Turowicz, Fernand Terrou, Stanisław Waltoś, Melchior Wańkowicz, John Willings, Edmund Wnuk-Lipiński.
Zeszyty Prasoznawcze publikują rozprawy, artykuły, analizy, sondaże, szkice, recenzje, sprawozdania i dokumenty życia społecznego związane z mediami i komunikacją społeczną. Z myślą o badaczach komunikowania publicznego, wykładowcach i studentach dziennikarstwa, dziennikarzach, redaktorach, wydawcach i kolporterach, rzecznikach prasowych oraz pracownikach reklamy i PR. Pismo utrzymuje stałe działy: rozprawy i artykuły; prasa na świecie; z historii mediów; materiały; recenzje, omówienia, noty; kronika naukowa, sprawozdania.